# Алкионей
Алкионей в древногръцката митология е гигант, син на Уран и Гея. Той подкокоросва събратята си да започнат бой с Олимпийските богове, известен като Гигантомахия. Изключителната си сила черпи от допира с родните си Флегрейски поля. В схватката му с Херакъл обаче Херакъл го побеждава, като го изнася надалеч и го пронизва със стрелите от лъка си. 
Борбата на Херакъл и Алкионей е често изобразяван сюжет в античното изкуство.